# Куп шест нација 2016.
Куп шест нација 2016. (службени назив: 2016 RBS 6 Nations) је било 122. издање овог најелитнијег репрезентативног рагби такмичења Старог континента, а 17. од проширења Купа пет нација на Куп шест нација.
Такмичење је овог пута освојила репрезентација Енглеске. "Црвене руже" су уједно освојиле и гренд слем пошто су победиле све противнике. Највише су разочарали Французи и Италијани. Троструки вицешампиони света "Галски петлови" забележили су само две победе, а Италија је примила чак 29 есеја и изгубила све утакмице.

## Учесници
Напомена:
Северна Ирска и Република Ирска наступају заједно.
|   | Селекција                                | Стадион                             | Селектор      | Капитен         |
| - | ---------------------------------------- | ----------------------------------- | ------------- | --------------- |
| 1 | Рагби репрезентација Италије Италија     | Стадион Олимпико, Рим (73 261)      | Жак Брунел    | Серђо Парисе    |
| 2 | Рагби репрезентација Француске Француска | Стад де Франс, Париз (81 338)       | Гај Новс      | Жулијен Жуирадо |
| 3 | Рагби репрезентација Енглеске Енглеска   | Стадион Твикенам, Лондон (82 000)   | Еди Џоунс     | Дилан Хартли    |
| 4 | Рагби репрезентација Шкотске Шкотска     | Стадион Марифилд, Единбург (67 144) | Верн Котер    | Грег Леидлов    |
| 5 | Рагби репрезентација Велса Велс          | Стадион Миленијум, Кардиф (74 500)  | Ворен Гатланд | Сем Ворбертон   |
| 6 | Рагби репрезентација Ирске               | Стадион Авива, Даблин (51 700)      | Џо Шмит       | Рори Бест       |

## Такмичење

### Прво коло
Француска - Италија 23-21
Шкотска - Енглеска 9-15
Ирска - Велс 16-16

### Друго коло
Француска - Ирска 10-9
Велс - Шкотска 27-23
Италија - Енглеска 9-40

### Треће коло
Велс - Француска 19-10
Италија - Шкотска 20-36
Енглеска - Ирска 21-10

### Четврто коло
Ирска - Италија 58-15
Енглеска - Велс 25-21
Шкотска - Француска 29-18

### Пето коло
Велс - Италија 67-14
Ирска - Шкотска 35-25
Француска - Енглеска 21-31

## Табела
|   | Селекција                                | ИГ | Д | Н | И | ПД  | ПП  | ЕД | Б  |  |
| - | ---------------------------------------- | -- | - | - | - | --- | --- | -- | -- |  |
| 1 | Рагби репрезентација Енглеске Енглеска   | 5  | 5 | 0 | 0 | 132 | 70  | 13 | 10 |  |
| 2 | Рагби репрезентација Велса Велс          | 5  | 3 | 1 | 1 | 155 | 88  | 17 | 7  |  |
| 3 | Рагби репрезентација Ирске               | 5  | 2 | 1 | 2 | 128 | 87  | 15 | 5  |  |
| 4 | Рагби репрезентација Шкотске Шкотска     | 5  | 2 | 0 | 3 | 122 | 115 | 11 | 4  |  |
| 5 | Рагби репрезентација Француске Француска | 5  | 2 | 0 | 3 | 82  | 109 | 7  | 4  |  |
| 6 | Рагби репрезентација Италије Италија     | 5  | 0 | 0 | 5 | 79  | 224 | 8  | 0  |  |

| Победник Купа шест нација 2016.          |
| ---------------------------------------- |
| Рагби репрезентација Енглеске 27. титула |

## Индивидуална стастика
Највише поена
- Овен Фарел 69, Енглеска
- Грег Леидлов 62, Шкотска
- Ден Бигар 54, Велс
- Џони Секстон 49, Ирска
- Максим Машенод 29, Француска

Највише есеја
- Џорџ Норт 4, Велс
- Џонатан Џозеф 3, Енглеска
- Конор Мареј 3, Ирска
- Ентони Вотсон 3, Енглеска
- Стјуарт Хог 2, Шкотска